# LazyTown
LazyTown ist eine isländische Fernsehserie für Kinder. Sie wurde 2004 produziert und wurde im deutschsprachigen Raum unter dem Titel LazyTown – Los geht’s in 78 Folgen ausgestrahlt. In der Serie werden Realfilm, Trickfilm und Computeranimationen miteinander kombiniert. Die Idee für die Serie stammt von Magnús Scheving, der auch den Helden Sportacus verkörpert. Er war Aerobic-Vizeweltmeister und versucht mit der Serie, Kindern Lust auf Spiel, Bewegung und gesunde Ernährung zu machen.
Das Lied „Wir sind Nummer Eins“ (eng.: We Are Number One) aus der zwölften Episode der vierten Staffel erlangte ab Ende 2016 bedeutende Online-Popularität und wurde häufig in Internet-Memes verwendet.

## Geschichte und Produktion
LazyTown begann als 1995 veröffentlichtes Bilderbuch mit dem Titel Áfram Latibær! („Los, Los! LazyTown!“). Ein zweites Buch, Latibær á Ólympíuleikunum („LazyTown bei den Olympischen Spielen“), wurde 1996 veröffentlicht. Später im Jahr 1996 wurde in Island eine Bühnenadaption des ersten Buches gezeigt. Darin waren Stephanie als untrainierte Tänzerin und Sportacus als energiegeladener Elf zu sehen (im isländischen Original wird Sportacus Íþróttaálfurinn, der sportliche Elf, genannt). Die in der Fernsehserie gezeigten Puppenfiguren traten auch in Menschengestalt auf, aber Freddie Faulig existierte noch nicht. Ein drittes Buch, Latibær í Vandræðum („LazyTown in Schwierigkeiten“), wurde 1997 veröffentlicht. Dieses Buch führte Freddie Faulig in das Franchise ein. Eine zweite Bühnenshow basierend auf dem dritten Buch mit dem Titel Glanni Glæpur í Latabæ („Freddie Faulig in LazyTown“) debütierte 1999. Darin wurde Stefán Karl Stefánsson als Freddie Faulig vorgestellt und die anderen Charaktere wurden in fertigeren Versionen gezeigt. Nickelodeon Australia berichtete, dass LazyTown in Island ein Begriff war, als das zweite Stück seine Tournee beendet hatte. Im Land wurden verschiedene Begleitprodukte und Medien entwickelt, bevor Scheving beschloss, LazyTown zu einem Fernsehprogramm zu entwickeln; dazu gehörten Mineralwasser, Spielfiguren und ein Radiosender.
Scheving wollte sein Interesse für Sport und Ernährung als Fernsehserie adaptieren, daraufhin meldete er sich bei Nickelodeon und konnte sie dazu bringen es in das Programm aufzunehmen. Somit begann die Produktion der Serie.
Die Entwicklung der Fernsehserie begann im Jahr 2000 nach dem Erfolg des zweiten Stücks. Die Produktion der Fernsehserie begann im Jahr 2002 und im Jahr 2003 wurde Nickelodeon der Pilotfilm angeboten. Anschließend wurde ein Vertrag mit dem Sender abgeschlossen.
In den meisten Episoden sind Stephanie, Sportacus und Freddie Fraulig die einzigen Charaktere, die von echten Schauspielern gespielt werden. Die Puppen wurden von Neal Scanlan Studio und Wit Puppets hergestellt. Die Show wurde in 380 Studios gedreht und produziert, einem eigens errichteten Studio in der Nähe von Reykjavík, das mit High-End-HDTV-Produktionsanlagen und einem der größten Greenscreens der Welt ausgestattet ist. Die Produktionsfläche beträgt 1.800 Quadratmeter. Das Budget für jede Folge betrug ungefähr 70.000.000 ISK (1 Million US-Dollar), ungefähr das Fünffache der durchschnittlichen Kosten für ein Kinderfernsehprogramm zu dieser Zeit, was es laut Scheving „einer der teuersten Kindersendung der Welt“ machte.
Die virtuellen Sets wurden mit einem auf der Unreal Engine 3 basierenden Framework erstellt, das von Raymond P. Le Gué entwickelt wurde und als XRGen4 bekannt ist. Laut Le Gué „beginnen wir mit den Live-Schauspielern und Puppen auf einem physischen Set mit einem Greenscreen als Hintergrund. Der Greenscreen wird in Echtzeit durch die in XRGen4 mit UE3 erstellten Sets ersetzt. Während wir die Kamera und die Schauspieler auf dem physischen Set bewegen, bewegt sich auch die Hintergrundszene in Echtzeit und ist vollständig synchron mit den Bewegungen der realen Kamera. All dies wird aufgezeichnet und der Regisseur kann die resultierende Komposition in Echtzeit betrachten.“ Die Staffeln 3 und 4 von LazyTown wurden wie üblich in den LazyTown Studios in Island gedreht, aber die Spezialeffekte für diese Staffeln wurden von den Turner Studios in Atlanta erstellt.
Es wurden insgesamt 78 Episoden in 4 Staffeln produziert (34 in Staffel 1, 18 in Staffel 2 und je 13 in Staffeln 3 und 4). Die Serie wurde 2012 für 2 Staffeln verlängert, jedoch war Julianna Rose Mauriello zu alt für ihre Rolle. Deshalb wurde in New York City ein Casting für eine neue Stephanie ausgetragen. Diese ergatterte Chloe Lang und zog während des Drehs für einige Jahre mit ihrer Mutter nach Island.

### Zukunft
Am 16. Mai 2024 erhielt Magnús Scheving in einem Interview mit Stöð 2 die Rechte für LazyTown von Warner Bros. Discovery zurück. Scheving äußerte ebenfalls Interesse daran, die Show in irgendeiner Weise wiederzubeleben, und bemerkte: „LazyTown muss bewegend sein. Wir sagen manchmal: ‚Lasst uns die Welt bewegen.‘ Lasst uns die Welt bewegen. Das ist es, was LazyTown tun sollte. Ich denke, dass LazyTown wieder viel zu tun hat, wie man an den YouTube-Aufrufen und dergleichen sehen kann. Es ist ein unglaublich beliebtes Thema.“

## Handlung
Die Serie dreht sich um ein Städtchen namens LazyTown, deren Name sich vom englischen lazy („faul“) ableitet. Doch die allgemeine Faulheit hat ein Ende, als Sportacus und Stephanie auftauchen. Schon bald ist in Lazy Town von Faulheit nichts mehr zu spüren. Doch einen stört das ganz gewaltig: Freddie Faulig. Freddie will einfach nur seine Ruhe haben und faulenzen. Deshalb versucht er immer wieder, mit allen möglichen Tricks und – immer leicht zu durchschauenden – Verkleidungen, Sportacus endgültig loszuwerden. Doch gegen diesen hat er letztendlich keine Chance.
Die achtjährige Stephanie, in den ersten beiden Staffeln von Julianna Rose Mauriello, in den letzten beiden Staffeln von Chloe Lang gespielt, ist neben den beiden Männern, Sportacus und Freddie Faulig, eine der drei von realen Personen dargestellten Figuren der Serie. Alle anderen Figuren der Serie werden durch Handpuppen dargestellt.
Mit dem Lied Bing Bang (Time To Dance) konnten die fiktiven Helden der Serie 2006 Platz vier der britischen Singlecharts erreichen.
Die Serie wurde in mehr als 170 Ländern ausgestrahlt und in etwa 30 Sprachen übersetzt.

## Besetzung und Synchronisation
Die Synchronisation wurde von Blackbird Music in Berlin erstellt. Für Buch und Regie war Mike Betz verantwortlich, während Cusch Jung die musikalische Leitung innehatte.
| Figur                                              | Darsteller | Deutscher Sprecher              |
| -------------------------------------------------- | --- | ------------------------------- |
| Sportacus                                          | Magnús Scheving | Markus Pfeiffer                 |
| Stephanie                                          | Shelby Young (Unveröffentlichte Pilotfolge) Julianna Rose Mauriello (Staffel 1–2) Chloe Lang (Staffel 3–4)                                                              | Cathlen Gawlich                 |
| Freddie Faulig (im Original Robbie Rotten)         | Stefán Karl Stefánsson | Michael Pan                     |
| Meini (im Original Stingy)                         | Jodi Eichelberger (Puppenspieler) | Norman Matt                     |
| Meinhard Meintsgut (im Original Milford Meanswell) | David Matthew Feldman (Puppenspieler) | Engelbert von Nordhausen        |
| Trixie                                             | Sarah Burgess (Puppenspielerin) Aymee Garcia (Puppenspielerin ab Staffel 3)                                                                                             | Diana Borgwardt                 |
| Ziggy                                              | Guðmundur Þór Kárason (Puppenspieler) | Ilona Brokowski                 |
| Pixel                                              | Ronald Binion (Puppenspieler) Kobie Powell (Synchronsprecher in Staffel 1–2) Noel MacNeal (Synchronsprecher in manchen Veröffentlichungen der Episode „Verwirrte Füße“) | Hannes Maurer Tom Luca (Gesang) |
| Senta Senfdazu (im Original Bessie Busybody)       | Julie Westwood (Puppenspielerin) | Cornelia Meinhardt              |
| Gesang / Chor                                      | Jodi Eichelberger | Saskia Tanfal Tom Luca          |

## Hauptfiguren
Sportacus ist der Held der Serie. Dank seines magischen Kristalls, der immer dann piept, wenn jemand in LazyTown in Gefahr ist, ist er immer zur Stelle, wenn jemand Hilfe braucht. Er bringt den Bewohnern von LazyTown bei, wie man sich gesund ernährt. Er wohnt in einem Luftschiff, welches über der Stadt schwebt.
Stephanie ist die Nichte des Bürgermeisters und neu in der Stadt. Sie liebt das Tanzen und motiviert zusammen mit Sportacus die anderen Kinder zum Spielen und Sport treiben. Sie trägt eine rosa Perücke und Kleidung in derselben Farbe.
Freddie Faulig (englisch: Robbie Rotten) wohnt im Untergrund von LazyTown und liebt das Faulenzen. Sportacus ist ihm ein Dorn im Auge, denn seit dieser in der Stadt ist und alle zu Aktivität und Sport motiviert, fühlt er sich in seiner Ruhe gestört. Er versucht ständig, Sportacus mit Hilfe von Tricks loszuwerden. Der Aufwand, der ihm dadurch entsteht, ist aber geradezu ironisch: Aufgrund seiner immer neuen Pläne ist er womöglich die aktivste Person der Stadt.
Burgermeister "Meinhard" Meintsgut / Onkel Meinhart (englisch: Mayor Meanswell / Uncle Milford) ist Stephanies Onkel und Bürgermeister von LazyTown. Wie sein Nachname verrät, ist er ein herzensguter Mensch, dem allerdings hin und wieder ein kleines Missgeschick passiert. Dann dürfen Sportacus und Stephanie hilfreich in Aktion treten. Offensichtlich ist er in Senta Senfdazu verliebt, was allerdings in der Sendung nie erwähnt wird.
Senta Senfdazu (englisch: Bessie Busybody) redet gerne und ist ein wenig hektisch. Sie ist in Meinhard Meintsgut, den Bürgermeister von LazyTown, verliebt. Das wird ebenfalls nie weiter erläutert oder angesprochen.
Trixie ist Stephanies beste Freundin. Sie erscheint oftmals sehr rechthaberisch und eitel. Sie besitzt jedoch ein gutes Herz und hilft ihren Freunden, wenn sie in Not sind.
Pixel gehört zur LazyTown-Clique und ist ein absolutes Computergenie. Nur durch Stephanie hat er Außenkontakt bekommen; vor ihrer Ankunft war er ein Einzelgänger, der sich immer hinter seinen Computern versteckt hatte.
Meini (englisch: Stingy) ist ein kleiner, reicher Junge, der nicht gern teilt und glaubt, dass alles ihm gehöre. Aber in seinem Herzen ist er recht liebenswert, weshalb die anderen Kinder ihn mögen.
Ziggy ist ein typischer LazyTown-Bewohner – er ist ein sehr vernaschter, rundlicher, aber hilfsbereiter und freundlicher Junge und gehört zu Stephanies besten Freunden. Er hat stets Süßigkeiten in seinen Taschen.

### Andere Figuren
Schweini (englisch: Piggy) ist Meinis Sparschwein, das er wie einen Menschen behandelt und oft so tut, als wäre es lebendig. Er betrachtet Schweini als seinen besten Freund.
Flaschengeist (englisch: Genie, gespielt von Örn Árnason) half Freddie seine Wünsche zu erfüllen, vor allem den Wunsch, Sportacus verschwinden zu lassen.
Roboticus (gespielt von Ásgeir Helgi Magnússon) ist ein Roboter, der 6000 mal stärker ist als Sportacus. Er bestritt ein Wettrennen gegen Sportacus.
Chef Pablo Fantastico (gespielt von Jóhannes Haukur Jóhannesson) ist ein Koch, der einmal für die Figuren gekocht hat, da der Bürgermeister Meinsgut ein großer Fan von ihm ist.
Teddycus (im englischen Original gesprochen von Ólafur S.K. Þorvaldz) ist der Kuschelbär von Ziggy, mit dem er sehr gerne kuschelt.
Johann VonPowersnackkeim (gespielt von Jóhann G. Jóhannsson) ist sehr interessiert an Powersnacks. Er war der Erste, der einen Powersnackbaum in LazyTown gepflanzt hat.

## Popkultur
2008 ging das Lied „Kochbuch“ (eng.: Cooking By The Book) aus der 6. Folge „Der geklaute Kuchen“ viral, als es mit Lil Jons Part aus seiner Snoop-Dogg-Kollaboration „Step Yo Game Up“ aus dem Jahr 2004 geremixt wurde. Der ursprüngliche Upload hat über 10 Millionen Aufrufe, während ein erneuter Upload über 40 Millionen Aufrufe angehäuft hat. Es wurde noch viraler auf dem inzwischen eingestellten Video-Sharing-Dienst Vine.
Im Jahr 2011 wurde das Lied „Ihr seid Piraten“ (eng.: You Are A Pirate) aus der 12. Folge „Räuberbart“ von der Piraten-Metal-Band Alestorm in ihrem Album „Back Through Time“ gecovert.
Das Lied „Wir sind Nummer Eins“ aus der vorletzten Folge der Serie „Freddies Traum-Team“ wurde 2016 für ein beliebtes Subreddit für Memes, zum „Dank Meme des Jahres“ gekürt. Die Freddie Faulig-Memes begannen im Oktober desselben Jahres, als Stefán Karl Stefánsson, der Schauspieler, der Freddie Faulig spielte, bekannt gab, dass bei ihm Gallengangskrebs diagnostiziert worden sei.

## Kritiken
Die Serie wurde mehrere Male von Kritikern für ihre positive Wirkung auf Kinder gelobt und als pädagogisch wertvoll bezeichnet. Unter anderem animiert die Serie die Kinder, mehr auf Süßes zu verzichten, und zeigt, dass man auch durch sportliche Aktivitäten Spaß haben kann. Des Weiteren sind Figuren wie Sportacus (angelehnt an Spartacus) und Stephanie gute Vorbilder und rufen zur Gewaltlosigkeit und Hilfsbereitschaft auf. Kritisiert wurde jedoch das allzu kitschige Design der Handpuppen und der Stadt an sich. Die Produzenten der Serie sagten jedoch, die Serie solle absichtlich „verspielt und leicht verkitscht“ wirken.
Marilyn Moss vom Hollywood Reporter lobte 2004 die Absicht der Show, Bewegung zu fördern, und nannte sie „einen großen Spaß für die ganz Kleinen, ganz zu schweigen von lehrreich, vielleicht sogar lebensverändernd“. Justin New von der Washington Times bezeichnete 2005 LazyTown als „einen tollen Film“ und erklärte, dass er die Sportacus-Figur bewundere. Joly Herman von Common Sense Media gab der Show eine eher gemischte Kritik und erklärte, dass die gesunden Entscheidungen der Charaktere „manchmal in der chaotischen Natur der Show verloren gehen“. Pete Vonder Haar von der Houston Press nannte LazyTown „so ziemlich die gruseligste TV-Show seit Twin Peaks“, die es gebe, unter Berufung auf „die abstoßende Mischung aus Live-Action und Puppenspiel“.
Das Programm ist für seine Attraktivität für mehrere Altersgruppen bekannt. Im Jahr 2005 erklärte der Boston Globe, dass das Programm „in einer bestimmten Vorschulgruppe einen Kult des gesunden Lebens entfacht hat [und] auch eine Anhängerschaft bei Erwachsenen hat.“ Lynne Heffley von der Los Angeles Times erklärte, dass LazyTown „eine verrückte Anziehungskraft“ habe, „sogar auf Zuschauer, die nicht mehr ‚jünger‘ sind.“

## Ableger
Ab September 2008 wurde der im Sommer 2008 gedrehte Ableger LazyTown Extra auf dem Kinderfernsehsender CBeebies der BBC in Großbritannien ausgestrahlt. In 26 Folgen, die zwischen 11 und 15 Minuten dauern, werden Sketche mit den LazyTown-Figuren gezeigt. Die Serie richtet sich an drei- bis sechsjährige Kinder. In Deutschland wurde der Ableger nie synchronisiert oder veröffentlicht.